# Claude François Milliet Dechales

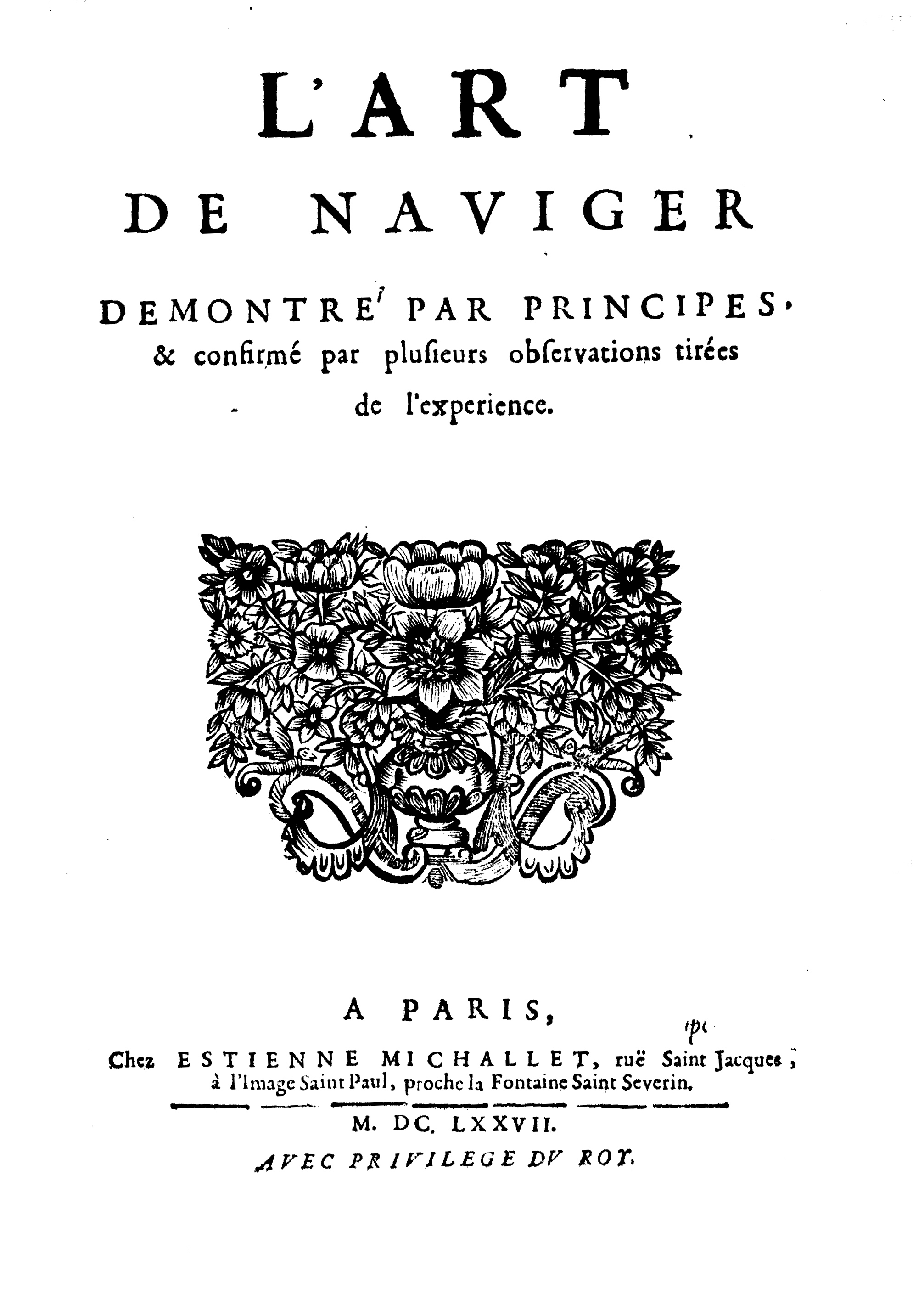
Art de naviguer, 1677

Claude François Milliet Dechales (ur. 1621 w Chambéry, zm. 28 marca 1678 w Turynie) – francuski uczony, misjonarz i jezuita. Zajmował się przede wszystkim matematyką, ale interesowały go w zasadzie wszystkie nauki przyrodnicze.

## Życiorys
Był synem Hectora Milliet de Challes, barona d'Arvillars. Niewiele wiadomo na temat jego wczesnego życia poza tym że w wieku piętnastu lat wstąpił do zakonu jezuitów. Nie wiadomo jak wyglądała jego edukacja i jakie szkoły ukończył, musiał być jednak ponadprzeciętnie wykształcony i zdolny bo został wysłany na kilka lat na misję do Turcji. Po powrocie do Francji zajął się nauczaniem matematyki w prestiżowym Lycée Louis-le-Grand. Po czterech latach przeniósł się na jakiś czas do Lyonu, później zaś do rodzinnego Chambéry a potem do Marsylii. W tym ostatnim mieście nauczał różnych praktycznych zastosowań matematyki, na przykład w nawigacji czy też w inżynierii wojskowej. To właśnie w czasie pobytu w Marsylii król Ludwik XIV nadał mu tytuł królewskiego profesora Hydrografii. Pod koniec życia przeniósł się do Turynu gdzie wykładał jako profesor matematyki. Zmarł w 1678 roku.
Najsławniejszą pracą Deschalesa jest Cursus seu mundus mathematicus, wydana w Lyonie, w 1674 roku. Był to zbiór podręczników dotyczących nauk przyrodniczych i ścisłych dla studentów, zawierający opracowania z takich dziedzin jak Geometria, Statyka, Magnetyzm, Optyka, Geografia, Architektura, astronomia, Filozofia przyrody, Nawigacja, Hydrografia czy Muzyka. Książka była ceniona raczej za klarowne wyłożenie osiągnięć innych uczonych niż za nowatorstwo. Pierwsza część pracy opisywała i tłumaczyła poszczególne osiągnięcia matematyki, ułożone w kolejności od najstarszego do najnowszego. Wydaje się, że Deschales wszystkie opisywane przez siebie dzieła przeczytał. Druga część zawiera edycję „Elementów” Euklidesa (tomy od I do VI i XII) dokonaną przez Deschalesa, razem z jego tłumaczeniami poszczególnych sekcji. Opisywał przede wszystkim metody arytmetyczne i algebraiczne oraz trygonometrię sferyczną. Zdaniem późniejszych badaczy Deschales korzystał tutaj przede wszystkim ze starszych prac, nie mówi bowiem zbyt wiele o współczesnych mu odkryciach i teoriach.
Deschales prowadził jednak także własne badania. Przyjął i rozwinął teorie Galileusza dotyczące ruchu Ziemi. Opisał kilka eksperymentów potwierdzających poglądy Galileusza. Bronił tych dotyczących ruchu jednostajnie przyśpieszonego w opozycji do takich jezuickich uczonych jak Honoré Fabri. Jego prace z zakresu filozofii przyrody stały się później jedną z inspiracji Newtona, Deschales rozważał bowiem na temat dynamiki i grawitacji w odniesieniu do swobodnego spadku. Próbował również ująć w matematyczna formułę opór powietrza.
Deschales opublikował jeszcze kilka innych prac z różnych dziedzin. L'art de fortifier, de défendre et d'attaquer les places, suivant les méthodes françoises, hollandoises, italiennes et espagnoles, wydana w Paryżu w 1677 roku zawierała opis fortyfikacji stosowanych przez inżynierów wojskowych z całej Europy oraz propozycje autora. L'art de naviger demontré par principes et confirmé par plusieurs observations tirées de l'experience, wydana w tym samym czasie, opisywała znane Deschalesowi metody nawigacji. W 1678 roku, w Lozannie, ukazała się ta część Cursus seu mundus mathematicus dotycząca „Elementów” Euklidesa, jako osobne opracowanie. Z pracy tej korzystali uczeni jeszcze sto lat później i była ona bardzo popularna w Europie, doczekała się również tłumaczeń na kilka różnych języków.